# Протопопов, Сергей Дмитриевич
Серге́й Дми́триевич Протопо́пов (9 [21] декабря 1861, село Маресево, Лукояновский уезд, Нижегородская губерния — 1933, Ленинград) — русский горный инженер, преподаватель, юрист, писатель и публицист, автор мемуаров, журналист.

## Биография
Родился 9 (21) декабря 1861 года в селе Маресево Лукояновского уезда Нижегородской губернии в семье потомственных дворян. Отец — Дмитрий Алексеевич Протопопов, мать — Александра Яковлевна. Младший брат — Александр Дмитриевич Протопопов (1866—1918) — российский политик, крупный помещик и промышленник, член Государственной думы от Симбирской губернии; последний министр внутренних дел Российской империи. Дядя Сергея Дмитриевича — Николай Дмитриевич Селиверстов (1830—1890) — пензенский губернатор (1867—1872), генерал-лейтенант, тайный советник, почётный опекун, застрелен польским социалистом Станиславом Падлевским в Париже.
Учиться начал в нижегородской Аракчеевской военной гимназии, где пребывал до 6 класса и продолжил образование в Санкт-Петербурге, окончив там Первую военную гимназию. В столице сформировались взгляды Протопопова под влиянием преподавателя словесности В. П. Острогорского. В 1879 году поступил на заводское отделение в Санкт-Петербургский Горный институт. В год окончания института (1884) присоединился к радикальному революционному студенческому кружку. Из-за болезни своего отца вернулся в Лукояновский уезд. В 1887 году был избран мировым судьёй и на этой должности находился до 1890 года. После этого работал в Нижнем Новгороде судебным следователем.
В 1890 году познакомился с Максимом Горьким, через год после этого — с Владимиром Короленко, возглавлявшим кружок интеллигентов либеральных взглядов «Общество трезвых философов». В кружок входили Н. Ф. Анненский С. Я. Елпатьевский, А. И. Иванчин-Писарев и другие. Во время голода в России в 1891—1892 годах Протопопов принимал участие в продовольственной кампании. В 1892 году он опубликовал свою первую заметку в газете «Волгарь». Издавался также в «Волжском вестнике» (Казань), «Самарской газете» и в других провинциальных изданиях. В 1893 году Протопопов и Короленко вместе ездили в Америку на Всемирную выставку в Чикаго через Швецию, Данию и Англию. В США они вели переговоры с Е. Е. Лазаревым об объединении всех оппозиционных сил и создании заграничного политического органа на базе Фонда русской вольной прессы. В 1894 году С. Д. Протопопов, В. Г. Короленко и В. А. Горинов приобрели право на издание газеты «Нижегородский листок». В этом издании они стремились «приучить местное начальство к правдивому голосу печати». Протопопов писал для «Нижегородского листка» «Беглые заметки».
В 1895 году С. Д. Протопопов был избран кандидатом на должность уездного предводителя дворянства. Короленко познакомил Протопопова с редакторами журналов «Русское богатство» и «Мир Божий». Протопопов печатал свои статьи в «Русском богатстве», в которых он обличал нерадивого губернатора и мошенничество промышленников и банкиров Нижнего Новгорода. Свои статьи Протопопов издавал под псевдонимами: Нижегородец; Нижегородский, Н.; если в написании статьи кроме Протопопова участвовали и другие авторы, то псевдонимы были следующие: С. П.; Эс.; S.; *** . В 1896—1900 годы Протопопов путешествовал по Европе, Африке и Америке. Результатом одной из таких поездок стала книга «В Иерусалим и обратно», изданная в 1906 году, в этой книге он описал невежество, суеверие и фанатизм толпы; «самую наглую эксплуатацию паломников»; дармоедство и паразитизм священнослужителей. Осуществив поездку в Соловецкий монастырь, издал в 1903 году книгу «Из поездки в Соловецкий монастырь». В 1903 году Протопопов уехал на постоянное жительство в Санкт-Петербург. В столице он продолжил свою литературную деятельность, печатая свои статьи в журнале «Вестник Европы», в газетах «Русское слово», «Современное слово», «Наша жизнь». С 1900 года по 1912 год находился под негласным надзором полиции. В 1908 году, когда был на лечении в Ялте; у него был произведён обыск с последующей высылкой из Крыма за сношения «с неблагонадёжным лицом».
Протопопову принадлежит ряд статей и воспоминаний о В. Г. Короленко: «Заметки о В. Г. Короленко» (1905), «Из литературных воспоминаний» (1907), «Материалы для биографии В. Г. Короленко» (1922), «О нижегородском периоде жизни В. Г. Короленко» (1922). После Октябрьской революции Сергей Дмитриевич работал как горный инженер в Геологическом комитете, с 1930 года работал в Главном геологоразведочном управлении. С 1920 года Протопопов преподавал биологию и экономическую географию в различных учебных заведениях: на рабфаке, на курсах красных хозяйственников, в Промакадемии; кроме этого читал лекции о Горьком в Пушкинском доме. Протопопов имел намерение превратить свой «Дневник» в мемуары, по совету Горького но не успел это сделать из-за нужды и болезни. В 1933 году он умер от рака и был похоронен на участке Литераторские мостки Волковского кладбища; на могиле установлен чугунный крест.